# Bhatpara
Bhatpara è una suddivisione dell'India, classificata come municipality, di 441.956 abitanti, situata nel distretto dei 24 Pargana Nord, nello stato federato del Bengala Occidentale. In base al numero di abitanti la città rientra nella classe I (da 100.000 persone in su).

## Geografia fisica
La città è situata a 22° 52' 17 N e 88° 24' 32 E e ha un'altitudine di 11 m s.l.m..

## Società

### Evoluzione demografica
Al censimento del 2001 la popolazione di Bhatpara assommava a 441.956 persone, delle quali 243.065 maschi e 198.891 femmine. I bambini di età inferiore o uguale ai sei anni assommavano a 40.501, dei quali 20.969 maschi e 19.532 femmine. Infine, coloro che erano in grado di saper almeno leggere e scrivere erano 319.664, dei quali 189.381 maschi e 130.283 femmine.